# Агрофенин, Анатолий Алексеевич
Анато́лий Алексе́евич Агрофе́нин (род. 6 ноября 1980, Владивосток, СССР) — российский футболист, защитник; тренер.

## Карьера

### Клубная
Воспитанник владивостокского футбола. В 1998—2004 годах защищал цвета местного клуба «Луч-Энергия». В марте 2005 года подписал контракт с иркутской «Звездой». В 2006 году пополнил ряды «Читы». В 2007 году арендован клубом «Амур». В январе 2010 года перешёл в «Мостовик-Приморье». В августе того же года подписал контракт с клубом «Радиан-Байкал». Завершил карьеру в 2011 году в «Сахалине».

### Тренерская
В 2013–2017 годах — тренер молодёжной команды клуба «Луч-Энергия». Перед началом сезона 2017/18 присоединился к тренерскому штабу основной команды. В сентябре 2017 года — и. о. главного тренера клуба. На этой должности провёл единственный матч 2 сентября против фарм-клуба московского «Спартака» (3:1). В апреле 2019 года вошёл в тренерский штаб «Читы». В январе 2021 года стал тренером «Океана». С июня 2021 года по апрель 2023 года — на аналогичной должности в «Амкаре». В 2024 году стал главным тренером владивостокского клуба «Анри».

## Достижения
- Победитель зоны «Восток» Второго дивизиона (2): 2003, 2008
- Серебряный призёр зоны «Восток» Второго дивизиона (2): 2007, 2010

## Личная жизнь
Жену зовут Ирина. Сын Артём (род. 2006) — также футболист, защищает цвета владивостокского «Динамо».